# Sóskút
Sóskút község Pest vármegyében, az Érdi járásban, a budapesti agglomerációban. 

## Fekvése
Az egykoron Fejér vármegyéhez tartozott Sóskút a jelenlegi közigazgatási beosztás szerint Pest vármegyében fekszik, Budapest központjától 30 kilométerre, a fővárostól délnyugati irányban. Az Érd-Sóskúti-fennsík és az Etyeki-dombság találkozásánál terül el, a Benta-patak völgyében, Biatorbágy és Tárnok között félúton.
Vályi András így jellemzi a települést: "elegyes falu Fejér Várm. földes Ura a’ Fejérvári Káptalanbéli Uraság, lakosai katolikusok, fekszik Mányhoz, Bitskéhez 3/4 mértföldnyire; határja jeles termésű, vagyonnyai külömbfélék" (Magyar Országnak leírása, 1799).
Fényes Elek szerint: "tót falu, Székes Fejér vmegyében, Pest vmegye szélén, 1397 kath. , 8 zsidó lak. Kath. paroch. szentegyházzal. Határa hegyes, erdős; van hires bort termő szőlőhegye, erdeje, vizimalma, s igen jó kőbányája. F. u. a fejérvári káptalan. Utolsó postája Buda" (Magyarország geographiai szótára, 1851).
Két irányból közelíthető meg: Budapestről az M7-es autópályán, a 7-es főúton Diósd–Érd érintésével, illetve Biatorbágy felől az M1-es autópályán vagy az 1-es főúton gépkocsival vagy autóbusszal (722-es, 724-es, 761-es és 762-es buszok). Mindkét említett irányból a 8104-es út halad végig a településen; a pusztazámori (közigazgatásilag tárnoki területen található) M7-csomóponttól a sóskúti ipari parkig a 8107-es út vezet, Pusztazámor lakott területeire pedig a 81 107-es számú mellékút vezet Sóskút központjából. 
A központtól mintegy 2 km-re, a település külterületén található az Öreg-hegy (szőlő, gyümölcsösök, lovastanyák, zártkertek). A község és az Öreg-hegy között terül el egy több évszázados múltra visszatekintő kőbánya, a sóskúti kőfejtő.

## Története
A 13. század eleji, Anonymus-féle Gesta Hungarorumban is szerepel a település. Árpád vezér honfoglalási manővereit leírva ezt olvashatjuk: "Ezután Árpád vezér meg nemesei a sereg harmadik részével Ecilburgból kivonulva a sóskút mezeje mellett szálltak táborba. Majd innen ellovagolva a Bodajk-hegyhez értek. Árpád vezér pedig innen kelet felé Elődnek, Szabolcs apjának nagy erdőt adott, melyet most Vértesnek hívnak a németek otthagyott vértjeiről."
A településről 1730 körül Bél Mátyás írta: „dombok veszik körül, de van sík napsütéses rétje is, ahol jó széna terem, főleg a déli részeken. Itt vannak a bőven termő szántóföldek is”. Az első ismert, írott forrás, amely Sóskutat említi, II. András király 1233-ban kiadott birtokadományozó oklevele. 1233-ig a honfoglalás kori Tétény nemzetség birtoka, amelynek legfőbb központja a közeli Budatétény volt. A Tétény nemzetség birtokából királyi vásárlás útján került a Nána–Beszter nemzetséghez. 
1266-ban Nána özvegye belépett a domonkosrendi apácák rendjébe és Sóskutat az apácáknak adományozta. Emiatt perbe keveredett saját rokonságával, de a hosszas pereskedés végén, 1276-ban oklevélben is rögzítették, hogy a Nyulak-szigeti apácák megkapják Sóskút földjét. Ezt a tényt IV. László is megerősítette, de a békétlenség továbbra is fennmaradt. 1300 körül a budai káptalan igazoló oklevele szerint Berky Mihály fia Tamás Sóskút földjét 15 márkáért megvásárolta az apácáktól. A feljegyzések csak Sóskút földjéről tettek említést, magát a falut egy 1292 körül keltezett oklevél említi először. 
A török hódoltság idején, 1546-ban volt az első népszámlálás. Sóskút teljes lakosságága 65–70 személy lehetett. A későbbi, ugyancsak török összeírások szerint ez a szám csökkent, és 1590 táján már csak 55–60 ember lakhatta. A török elleni háborúk idején a falvak nagyrészt elpusztultak. Csernovics Arzén ipeki pátriárka vezetésével 1695-ben szerbek települtek Sóskútra, Tárnokra és Százhalombattára, akik 1748-ig mint jobbágyok művelték a földeket. 1748-ban a sóskúti szerb pópát rablásban való cinkosság miatt elfogták és kerékbe törték, sőt papjuk bűne miatt a sóskúti szerbeket is elűzték. Helyükbe katolikus szlovákokat telepítettek, akiknek késői utódai még ma is a községben élnek. 
Fényes Elek Magyarország geographiai szótára (1851) szerint: Sóskut, tót falu, Székes Fejér vmegyében, Pest vmegye szélén, 1397 kath. , 8 zsidó lak. Kath. paroch. szentegyházzal. Határa hegyes, erdős; van hires bort termő szőlőhegye, erdeje, vizimalma, s igen jó kőbányája. F. u. a fejérvári káptalan. Utolsó postája Buda. 
Sóskút területén már a legősibb kultúrák nyomai is megtalálhatók. Az első leletek a kőkorszakból maradtak ránk. Az előkerült leletek alapján a Kálvária-hegyen keresztül római hadiút húzódott. Árpád fejedelem a seregeivel Sóskút térségében készült a Dunántúl meghódítására. Ebben az időben a mai Sóskút helyén található települést „Ad Fontein Salsum”-nak nevezték. Csáki Miklós végrendelete az első okmány, amely a település történelméből fellelhető, 1231-ből. 1330-ban már Róbert Károly kezében találjuk Sóskutat.
A török hódoltság idején Sóskút fejlődésnek indult, a kitermelt kövekből a környező városokban dzsámikat – fürdőket – építettek. 1777-ben Bécsben Mária Terézia a birtokot a Székesfehérvári Püspökség és Káptalan számára adományozta. 1747-ben szlovákokat, német ajkúakat telepítettek Sóskútra. 1930-ban népszámlálást végeztek és a lakosság számát 2698 lélekben állapították meg. Ez különböző nemzetiségekre lebontva: magyar 1000, német 1698 (a szlovákajkúakat feltehetően politikai okok miatt a németekhez sorolták).
Ez idő tájt az egyesületek, ipari társulások és szövetkezetek közül kiemelkedő volt a kőbánya, melynek bérlője az olasz származású Andreetti Károly (1878–1949) országgyűlési képviselő, a Képzőművészeti Főiskola rektora volt. A sóskúti mészkő felhasználásával épült nevezetesebb épületek: Budapesti Közgazdaságtudományi Egyetem, Vigadó, Operaház, Szent István-bazilika, Országház, Budavári Palota, Citadella, Lánchíd, krasznahorkai Andrássy-síremlék, temesvári és bécsi színházak. 
Az 1930-as évek egyik kimagasló politikusa, itteni országgyűlési képviselője volt dr. Griger Miklós, a község akkori katolikus apát-plébánosa. 
A II. világháború utáni áttelepítések során szlovák családokat telepítettek ki a községből, helyükre pedig sok család költözött Csehszlovákiából és az ország más részeiből.

## A kőbánya
Sóskút lakói a természeti adottságokat kihasználva mindig is leginkább mezőgazdaságból és kőbányászatból éltek. A község kőbányászata és kőfelhasználása közel 400 éves múltra tekint vissza. Írott emlékek vannak arról, hogy 1765-ben Sóskúton nagyarányú bányászat folyt, amit már a betelepítettek kezdtek művelni. A székesfehérvári káptalan tulajdonát képező területen számos kőfejtőt nyitottak meg és mélyítettek a kőbányászat jogát bérlő magánszemélyek. Ipartörténeti emlékhelyek a felhagyott lelőhelyek, mint a Káldor-bánya, a Sebek-bánya, a Partli-bánya és az Antal-bánya.
Magyarország helyzetének konszolidálása a 19. század közepén a gazdasági élet fellendülésével járt, ami lehetővé tette a nagyarányú építkezéseket. Ez egyszersmind Sóskút gazdasági felvirágzását is hozta: "Egy 1927/28-ban végzett helytörténeti adatgyűjtés szerint a bánya valamikor a község lakosságának egyharmad részét foglalkoztatta; volt idő, hogy 400 munkás is megélhetést talált ott." (…) "Fejér megye alispánjának 1875. évi jelentéséből tudjuk, hogy a jelzett évben Sóskúton kb. 120-300 munkás dolgozott. 1887 januárjából származó adat, hogy a sóskúti kőbányászok száma 800-1400 között mozog."
"A bányában volt egy kisvasúti mozdony. Ennek az volt a feladata, hogy a bánya területéről a meddő kőzetet és a kőtörmeléket csillékben a hányóra szállítsa. (…) Ha a mozdony nem győzte a törmelékszállítást, lóval is vontatták a csilléket a munkahelyek és a hányók vége között." Az Öregbánya területén pedig vasúti alagút is épült. 
A kibányászott kőanyag elszállításának megkönnyítését szolgáló vasút létesítésének gondolata már az 1860-as évek elején megszületett: "A székesfehérvári káptalan Tárnokból, mely a déli vaspályán Budától 3 mérföldnyire van, a birtokában levő sóskúti kőbányákhoz külön mellék-vasútszárnyat építtet e bánya termesztményeinek szállítására." A vaspálya azonban csak 1870-ben valósult meg, módosított formában. 
A budapesti és a vidéki építkezésekhez igen nagy mennyiségű követ használtak fel, amelynek jelentős részét innét ("Sóskúti Kőbánya-részvénytársulat") szállították. A sóskúti bányákban készültek a millenniumi létesítményekhez a kőépítő és szobrász elemek. Innen szállítottak követ a budapesti és a bécsi operaház, a Lánchíd, az Országház, a Bazilika és a Budai várnegyed építkezéseihez. 
A korabeli újsághirdetések szerint:
A Budától 2 1/2 órányi távolságban levő, s a budapesti lánczhid, buda-gellérthegyi várda, pesti dunaparti rakhely, és számos nevezetes építkezések által országos jelességü és hírű sóskúti fehér homokkőbányák f. évi april hó 24-töl fogva a tulajdonos uradalom által fogván kezeltetni; – felhivatnak a t. cz. épitetö hatóságok és urak, hogy bárminő nagyszámú és kiterjedésű megrendeléseiket a fennkitett napon túl egyenesen a székesfehérvári káptalani uradalom igazgatóságához Székesfehérvárra bérmentve intézni szíveskedjenek." ("Sóskúti kőbányák iránti hirdetés", 1856)
A budapesti lánczhid-oszlopok, budai alagút kapuzata, pesti dunai rakpart, Gellérthegyi váracs, szegedi vasúti hidfő, tiszai zsilipek, pesti redoute-épület és egyéb számos nagyszerű építkezések által hírnevessé lett sóskúti kőbánya a Buda-Pragerhofi vaspálya megnyitása által képessé lett a legnagyobb mérvű megrendeléseket is igen gyorsan teljesíteni és a kivánt helyre szállítani. ("Kőbányai értesítés", 1861)
Ebben az időben számos olasz kőfaragó család telepedett le Sóskúton. Legjelentősebb bányaépítő és bányatulajdonos az Andreetti család volt. A család férfi tagjai maguk is kitűnő kőfaragó mesterek voltak. Andreetti Antal és családja az észak-olaszországi tavak vidékéről, Lainóból érkezett. Őket is, mint társaikat, a faluban kínálkozó munkalehetőség, a táj varázslatos szépsége, természeti adottsága, a ma Budapest nevet viselő főváros közelsége vonzotta ide, s késztette letelepedésre. A sóskúti iskola Andreetti Károlyról kapta a nevét.

### A sóskúti mészkő
"Haszonköve a miocén szarmata emeletében képződött durvamészkő. (…) Sárgásszürke barnás árnyalatú, durvaszövetű, helyenként porózus és limonitos, változó agyag- és homoktartalmú kőzet. (…) A kőzet megjelenési módja általában tömeges, rétegzetlen. A mészkő agyagtartalma szeszélyesen (felhősen) változik. Így az építési blokk termelésnél az erősen agyagos – blokkelőállításra alkalmatlan – mészkő kikerülésére nincs lehetőség. A széteső agyagos blokkok építőkő szempontból meddőnek minősülnek." Testsűrűsége 1750 kg/m3, az agyagtartalomtól függően változóan fagyálló. Kora mintegy 12-13 millió év.
A régi szabvány szerinti, nyolc és fél téglaegység nagyságú, sóskúti üledékes mészkő falazóblokk 20x22x40 cm-es, súlya nagyjából 28 kg (1977-ben egy apróhirdetésben 12 forintért kínálták, a TÜZÉP-telepeken 5 forint volt darabja). Egy családi ház felépítéséhez kb. 700-800 db mészkőhasábra volt szükség. 
"A blokkvágógépek 19x22x39 centiméteres kőtéglákká darabolják a hegyet. Hófehér blokkokká. A majd méter átmérőjű korongok éles fűrészfogai mint a vajba, hatolnak bele a kőbe." 
"A sóskúti követ szívesen használták fel a magyar építők, (…) elsősorban az épületek burkolásához. A forcugot, a kemény követ. (…)" A sóskúti kőlapokból "Tízezer négyzetméterek mentek el. A forcug lényegében aztán elfogyott, meg a süttői kő mindenképpen keményebb, ezért például az Országházhoz most már a süttőit használják."
Korabeli (1976-os) sajtóhírek szerint "A Pestvidéki Kőbánya Vállalat sóskúti üzemében néhány hete új gépek dolgoznak. A Szovjetuniótól vásárolt hat darab nagy teljesítményű blokkvágó fűrészgépből kettő már elkezdte a termelést. Műszakonként 800 darab kőkockát vágnak. Az idén kétmillió darab mészkőblokkot fognak kitermelni."
Egy 1977-es újságcikk szerint "A sóskúti kőbányát idén kétmillió 300 ezer darab blokk hagyja el. Ez a mennyiség valamivel több, mint háromezer családi ház felépítéséhez elegendő. Még a kitermeléskor keletkező törmeléket is feldolgozzák. Évente 75 ezer tonna szemcsés őrleményt szállítanak a környékbeli tsz-ek szikes talajainak feljavítására és majdnem húszezer tonna kőport az ország szinte minden tájára a házak vakolásához."

### A sóskúti lóvasút
Ipartörténeti érdekesség, hogy 1870-től a kőbánya kiszolgálására több mint 40 éven át széles nyomtávú lóvasút üzemelt a község területén, melynek működése az I. világháború idején szűnt meg, a síneket pedig az 1920-as évek elején szedték föl. A "lóvonatú vaspálya" kivitelezése 1869-ben indult, s ennek kapcsán a Sóskúti Kőbánya Társaság, amelynek tagja volt a neves székesfehérvári születésű építész, Ybl Miklós is, Sóskúti Kőbánya- és Vasúttársasággá alakult át. A lóvasút a meredek lejtők leküzdését lehetővé tevő "Lo Presti-féle vaspálya egyes elemeit felhasználva épült." A művelési terület "egy Lo Presti féle vaspálya által van a tárnoki vasúti állomással összekötve, esése a kőbányától ezen állomásig 14 öl [26,6 m], s ez teszi lehetővé, hogy a bányában alkalmazott s nagyon előnyösnek bizonyult gőzkörfűrész által kimetszett nagyobb terhű kövek is könnyedén elszállíttathatnak".
"A sóskúti kőbánya és Tárnok vasút-állomás között közlekedő lóvasút a közvélekedéssel ellentétben nem kisvasút, hanem szabványos nyomtávolságú (1435 mm) vasút volt. A keskeny nyomtávolság nem is lett volna alkalmas a nagyméretű és hatalmas súlyú kövek szállítására. A korábban is már népszerű sóskúti mészkő szállítása eddig két vagy négy ló vontatta, erősen vasalt szekerekkel, ún. 'gerendás birfás' kocsikkal történt feldolgozás céljából a fővárosi kőfaragó telephelyekre, vagy a hajóállomásra, illetve közvetlenül az építkezés helyszínére." A sóskúti lóvasút hossza mintegy 10 km volt, 10 db kéttengelyű kocsival rendelkezett. 
Egy 1872-es jegyzőkönyvből tudható, hogy "az egyvágányú vasútnak három elágazása volt, éspedig Ötháznál, Sóskúton és a felső kőbányánál. Az alsó kőbányánál két csonkavágányt létesítettek. Az üres kocsikat felfelé lovak vontatták, lefelé pedig a 3-6 kocsiból álló szerelvények a 20% esésű lejtőn önmaguktól szaladtak le Sóskút alsó végéig, ahonnan lovak húzták azokat a tárnoki állomásig. " Nagy gondot okoztak a községen át szabadon futó, balesetveszélyes, olykor halálos áldozatokat is követelő szerelvények. Ezt elkerülendő számos rendszabályt hoztak. 
"A vonatok kizárólag világos nappal közlekedhettek és menetsebességük nem lehetett nagyobb az óránkénti egy mérföldnél (7,59 km/óra). A közlekedés rendjét, biztonságát szolgálta az az előírás is, hogy az útátjáróknál, Sóskút községben és azokon a helyeken, ahol a kilátás korlátozott volt, a sebességet úgy kellett mérsékelni, hogy a vonat 10 ölnyi (18,96 m) távolságon belül megállítható legyen a minden második kocsin elhelyezett dörzsfékkel, amelyet egy-egy gyakorlott, a terepet jól ismerő fékező kezelt a 4, kivételes esetben 6 kocsiból álló szerelvényeken. Az első kocsi fékezőjét jelzőkürttel szerelték fel, amellyel az induláskor, minden átjárónál és minden pályán látható akadály esetén jelt kellett adnia. Az esetben pedig, ha a fékek felmondanák a szolgálatot, a vonatonként elhelyezett két kerékrúddal írták elő megállítani a szerelvényt. (…) Az útátjáróknál figyelmeztető táblákat állítottak fel és a menetrendet ezeken is kifüggesztették. A munkahelyekre vezető elágazásoknál jelzőket helyeztek el, éspedig úgy, hogy azok a szomszédos elágazásokból is láthatók legyenek. A közlekedésbiztonság további fokozása céljából az alsó kőbányánál levő váltó előtt, a vasúti kocsik eliramodása ellen, a vágány elzárására egy erős kapu felállítását rendelték el, továbbá a bizottság a tizenegy gyalogos átjáróból csak egy, biztonsági kapuval ellátott átkelőhely fenntartását javasolta. "

## Közélete

### Polgármesterei
- 1990–1994: Kummer János (FKgP-KDNP-MDF)[18]
- 1994–1998: Kummer János (FKgP-KDNP-MDF)[19]
- 1998–2002: Kummer János (Együtt Sóskútért Közéleti Egyesület)[20]
- 2002–2006: Kőnig Ferenc (független)[21]
- 2006–2010: Kőnig Ferenc (független)[22]
- 2010–2014: König Ferenc (független)[23]
- 2014–2019: König Ferenc (független)[24]
- 2019–2024: König Ferenc (független)[25]
- 2024–: Mészáros József (Sóskúti Civil Kör Egyesület)[1]

## Népesség
A település népességének változása:
| Lakosok száma | 3100 | 3157 | 3329 | 3540 | 3690 | 3597 | 3665 |
|               | 2013 | 2014 | 2018 | 2021 | 2022 | 2023 | 2024 |

A 2011-es népszámlálás során a lakosok 84,5%-a magyarnak, 0,5% cigánynak, 0,2% lengyelnek, 1% németnek, 0,9% románnak, 3,7% szlováknak mondta magát (15,3% nem nyilatkozott; a kettős identitások miatt a végösszeg nagyobb lehet 100%-nál). A vallási megoszlás a következő volt: római katolikus 44,8%, református 7,9%, evangélikus 0,7%, görögkatolikus 0,5%, felekezeten kívüli 16,9% (27,1% nem nyilatkozott). 
2022-ben a lakosság 87,6%-a vallotta magát magyarnak, 4,2% szlováknak, 1,3% németnek, 0,5% románnak, 0,4% cigánynak, 0,1-0,1% szerbnek, szlovénnek, lengyelnek, görögnek, ukránnak, horvátnak és örménynek, 3,7% egyéb, nem hazai nemzetiségűnek (12,1% nem nyilatkozott; a kettős identitások miatt a végösszeg nagyobb lehet 100%-nál). Vallásuk szerint 27,5% volt római katolikus, 6,8% református, 1,4% evangélikus, 0,8% görög katolikus, 0,1% izraelita, 1,9% egyéb keresztény, 0,3% egyéb katolikus, 16,9% felekezeten kívüli (44,1% nem válaszolt).

## Híres személyek
- Itt született 1883-ban Rajnay Károly, a "láthatatlan tábornok".[28]
- Itt él családjával Habsburg György.
- Itt született 1931. március 30-án Jozef Paulík szlovák régész, történész, muzeológus, a Bényi éremkincslelet megtalálója.

## Nevezetességei[29]
- Itt bányásszák az úgynevezett sóskúti mészkövet.
- Innen bányászták az M0-s autóúthoz felhasznált nagy mennyiségű feltöltő anyagot.
- Itt található a Habsburg-kastély, ami az utóbbi években épült. 2000 óta itt él Habsburg György és családja.
- Keleti határában található a PAX liget, amely Budapest felé haladva az M7 autópálya 27. kilométerétől is jól látható (a betűk "magassága" mintegy 120 m, az 1970-es években telepítették).
- A Zelezna Baba-barlang.

Műemlékek
- Római katolikus templom: Búzás János komáromi jezsuita házfőnök által 1772–1779 között építtetett egyszerű provinciális barokk épület, Kisboldogasszony-templom. Oltárképét Jakobej osztrák udvari festő készítette a 19. század második felében.[30] Értékes a Veronese után készült, keresztre feszített Krisztust ábrázoló festménye is. Orgonája a 20. század elején készült.
- Kálvária-hegy: A területen 14 bronz domborműves stáció és kőkereszt maradványa található.
- Közterületeit számos kultúr- és vallástörténeti szobor díszíti.

## Képek

A sóskúti mészkő egyik lelőhelye
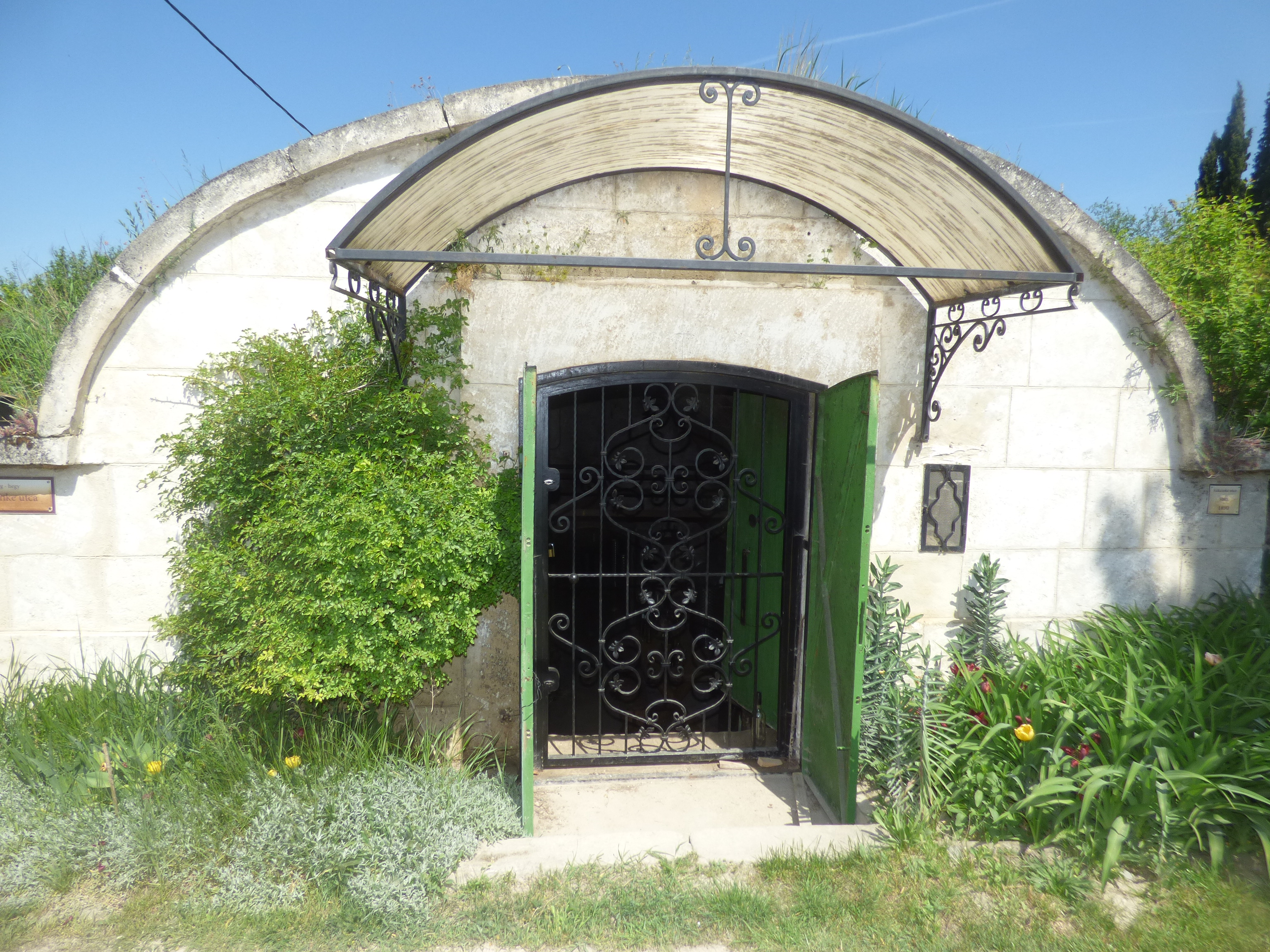
Jellegzetes pince az Öreghegyen
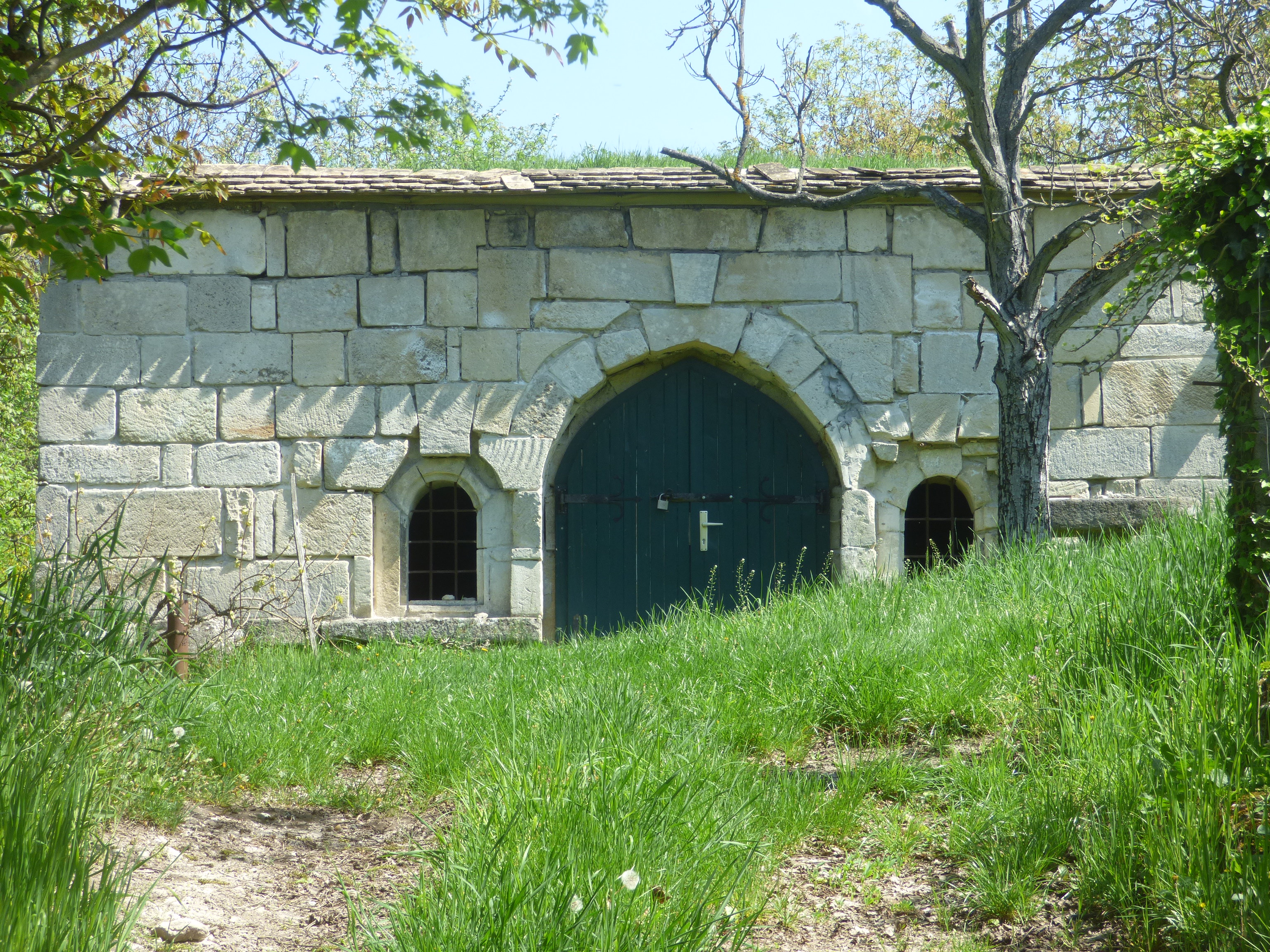
Jellegzetes pince az Öreghegyen
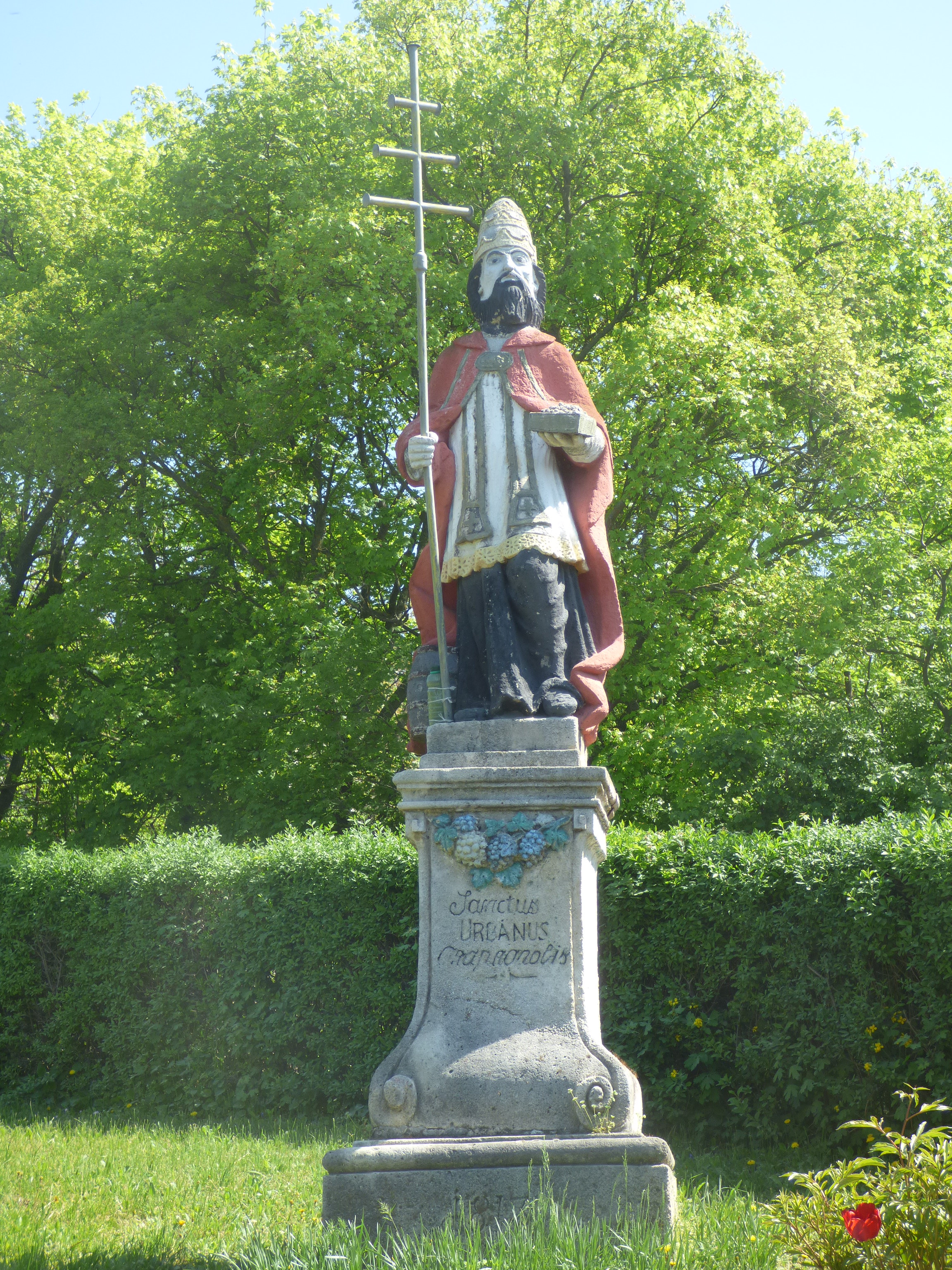
Szent Orbán szobra az Öreghegyen
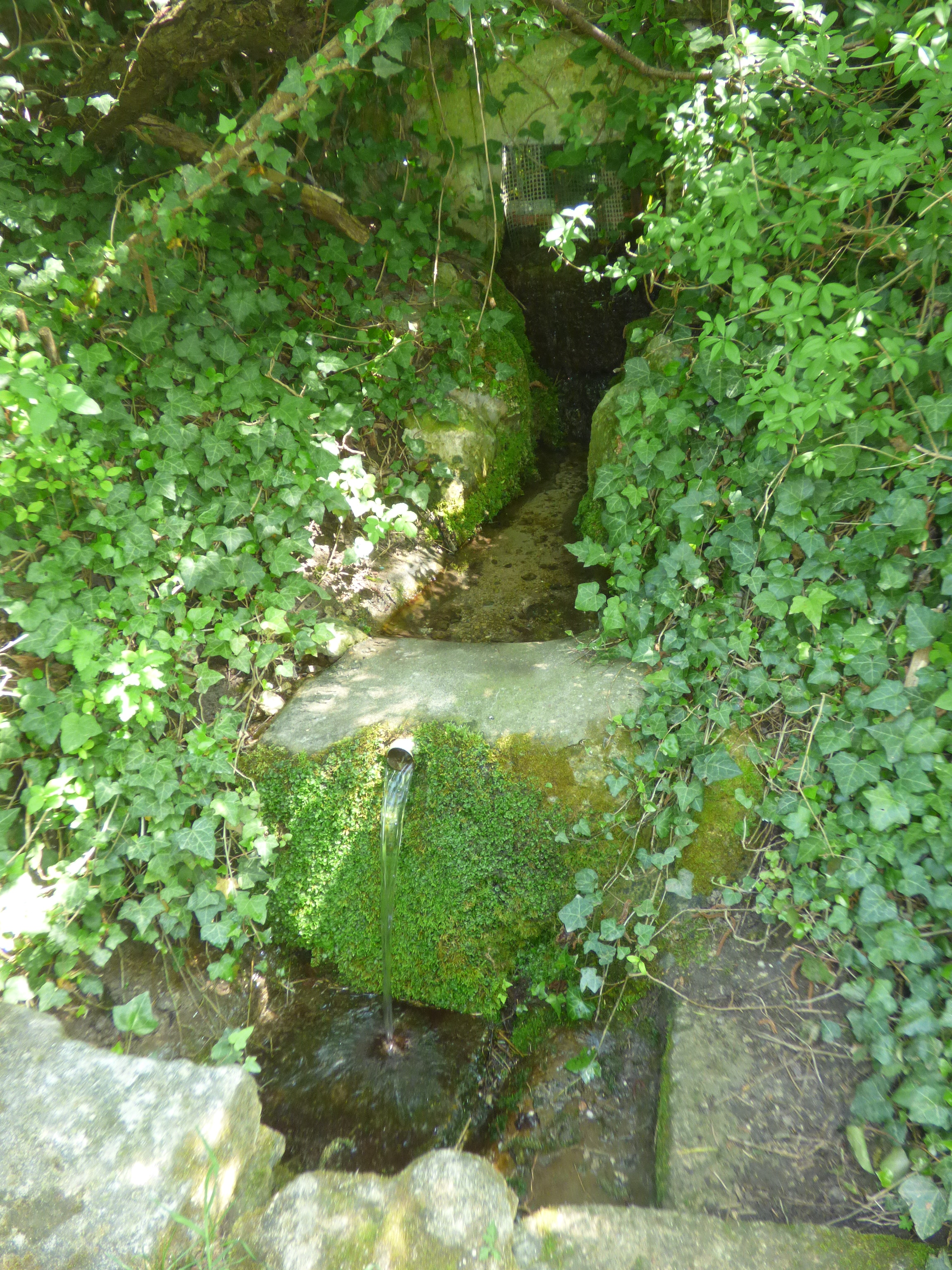
Forrás az Öreghegyen, az Egres utca közelében